# Cam đạm
Cam đạm hay tuyết ngọc (danh pháp hai phần: Coelogyne mooreana) là một loài phong lan.
Cây phân bố ở Lào và Việt Nam. Tại Việt Nam, cây có mặt ở các khu vực: Quảng Trị, Khánh Hòa, Lâm Đồng.

## Hình ảnh

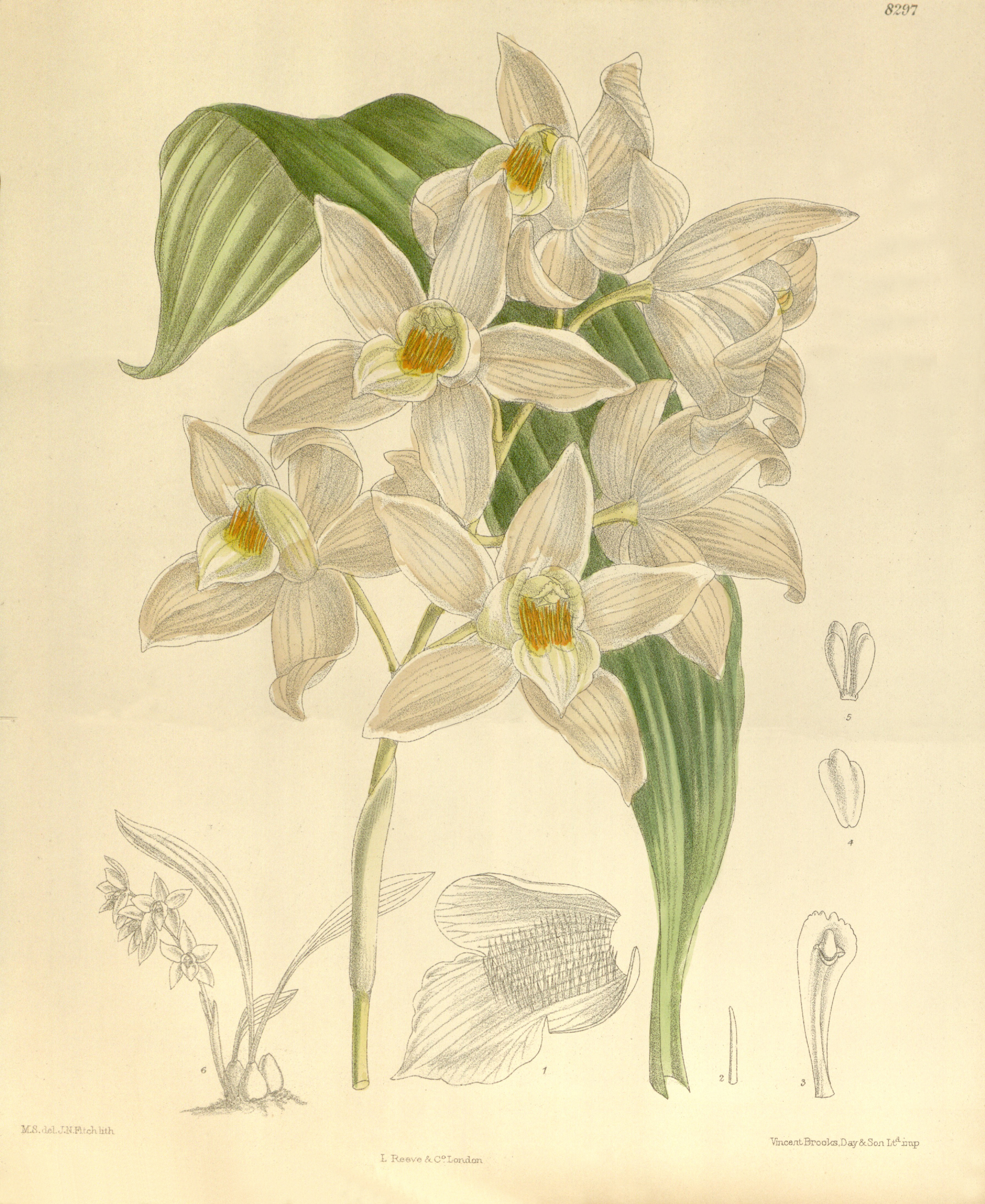